# Максим Изповедник
Максим Изповедник (на средногръцки: Μάξιμος ὁ Ὁμολογητής), известен също като Максим Богослов и Максим Константинополски е християнски монах, богослов и учен от VI - VII век.
В ранните си години Максим служи като държавен служител и е помощник на византийския император Ираклий. Впоследствие напуска политическия живот и се посвещава на монашеството. Изучава различни философски школи, включително платоновите диалози, трудовете на Аристотел и коментари на по-късни платоници като Плотин, Порфирий, Ямблих и Прокъл. Когато негов приятел започва да подкрепя христологическата позиция, известна като монотелитство, Максим се включва в спора. Той защитава халкидонската формула, според която Исус има както човешка, така и божествена воля.
Максим е почитан както в Католическата, така и в Източноправославната църква. Заради своите христологически възгледи той е преследван и след съдебен процес езикът и дясната му ръка са осакатени. Изпратен в изгнание, той умира на 13 август 662 г. в Цагери, днешна Грузия. Въпреки това неговото богословие е утвърдено от Третия Константинополски събор, а той е почетен като светец скоро след смъртта си.
Титлата „Изповедник“ означава, че Максим страдал за християнската вяра, но не е пряко убит заради нея. Неговият празник се чества на 13 август в Западната църква и на 21 януари в източноправославната традиция.

## Живот
Много малко се знае за живота на Максим Изповедник преди участието му в богословските и политически конфликти, свързани с монотелитската криза. Много учени поставят под съмнение значителни части от маронитската биография на Максим, включително твърдението, че е роден в Палестина – често използван метод през VII век за дискредитиране на опоненти.
Изключителното образование, което Максим очевидно получава, едва ли би било възможно извън Константинопол, а вероятно само в Кесария или Александрия. Също така е малко вероятно човек от ниско социално положение, както твърди маронитската биография, да достигне до 30-годишна възраст позицията на протоасекретис (първи секретар) на император Ираклий – една от най-влиятелните длъжности във Византийската империя. По-вероятно е Максим да е от аристократично семейство и да е получил блестящо образование по философия, математика и астрономия. Въпреки това самият той признава в предговора на своето произведение „Ранни Амбигуа към Йоан“, че не е изучавал реторика, което се потвърждава от по-скромния му стил по византийските стандарти.
Максим напуска обществената сцена и се замонашва в манастира „Филипик“ в Хрисополис, град на отсрещния бряг на Босфора срещу Константинопол. По-късно е издигнат до игумен на манастира.
След като персите завладяват Анатолия, Максим избягва в манастир близо до Картаген. Там попадна под духовното наставничество на свети Софроний и започва задълбочено да изучава христологическите съчинения на Григорий Назиански и Псевдо-Дионисий Ареопагит. Според историка П. Шелдън Уилямс, постижението на Максим е в това, че успява да постави тези учения в рамките на аристотеловата логика, което съответства на духа на времето и намалява риска от неправилна интерпретация.
По време на дългия си престой в Картаген Максим продължава да пише богословски и духовни произведения. Радва на голямо уважение от страна на екзарха Григорий и епарха Георги.

### Участие в монотелитския спор
Докато Максим се намира в Картаген, избухва спор относно разбирането на взаимодействието между човешката и божествената природа в личността на Исус. Този христологичен дебат представлява най-новото развитие на разногласията, започнали след Първия вселенски събор в Никея през 325 г. и засилени след Халкидонския събор през 451 г.
Монотелитизмът възниква като компромис между диофизитите и миафизитите, които смятат, че диофизитството не се различава съществено от несторианството. Монотелитите приемат халкидонското определение за ипостасното единство – че двете природи, божествената и човешката, са съединени в Христос. Те обаче твърдят, че Христос притежава само една воля – божествена, без човешка (терминът „монотелитизъм“ произлиза от гръцки и означава „една воля“).
Патриарх Сергий I Константинополски и Пир, приятел на Максим и негов наследник като игумен на манастира в Хрисополис, популяризират монотелитската позиция. След смъртта на Сергий през 638 г. Пир го наследява като патриарх, но скоро е свален по политически причини. По време на изгнанието си от Константинопол, той и Максим провеждат публичен дебат по въпроса за монотелитството. В присъствието на много северноафрикански епископи Максим защитава тезата, че Христос притежава както божествена, така и човешка воля. В резултат на спора Пир признава грешката на монотелитската доктрина, а Максим го придружава до Рим през 645 г.
Максим вероятно остава в римския манастир „Сан Саба“, тъй като присъства, когато новоизбраният папа Мартин I свиква Латеранския събор през 649 г. в Латеранската базилика. На събора 105 епископи осъждат монотелитизма в официалните актове, за които се предполага, че са написани от самия Максим.
Именно в Рим през 653 г. по заповед на император Констант II, който подкрепя монотелитството, папа Мартин и Максим са арестувани. Папа Мартин е осъден без съдебен процес и умира, преди да бъде изпратен в столицата на империята.

### Процес и изгнаничество
Отказът на Максим да приеме монотелитството води до това, че през 658 г. той е доведен в столицата Константинопол, за да бъде съден като еретик. В града монотелитството вече се радва на подкрепата както на императора, така и на патриарха на Константинопол. Въпреки натиска, Максим остава твърд защитник на диотелитската позиция и е изпратен в изгнание за още четири години. По време на процеса срещу него е обвинен, че е подпомогнал мюсюлманските завоевания в Египет и Северна Африка, но той категорично отхвърля тези обвинения като клевета.
През 662 г. Максим отново е изправен пред съд и отново е осъден за ерес. След процеса е подложен на жестоки мъчения – езикът му е отрязан, за да не може повече да изразява своето несъгласие, а дясната му ръка – отсечена, за да не може да пише. След това е заточен в областта Лазика или Колхида, в днешна Грузия, и е хвърлен в крепостта Шемарум, вероятно разположена близо до днешния град Цагери. Умира скоро след това, на 13 август 662 г.
Събитията около съдебните процеси срещу Максим са подробно описани от Анастасий Библиотекар.

## Наследство
Заедно с папа Мартин I, Максим е реабилитиран от Третия Константинополски събор (680 – 681 г.), който постановява, че Христос притежава както човешка, така и божествена воля. С това решение монотелитството официално се обявява за ерес, а Максим посмъртно е оправдан.
Скоро след смъртта си, Максим започва да се почита като светец. Реабилитацията на неговите богословски възгледи го прави изключително популярен още в рамките на едно поколение, като разказите за чудеса, свързани с неговия гроб, допринасят за култа към него.
Той е сред последните християнски богослови, признати от както Православната, така и Католическата църква като Отци на Църквата. В енцикликата Spe Salvi (2007 г.) папа Бенедикт XVI го нарича „великият гръцки учител на Църквата“, макар да не е ясно дали папата има предвид, че Максим вече е обявен за „Учител на Църквата“, или просто го признава като такъв.

## Теология
Като последовател на Псевдо-Дионисий, Максим изиграва ключова роля в запазването и интерпретирането на по-ранната неоплатоническа философия, включително идеите на философи като Плотин и Прокъл. Неговата работа върху Псевдо-Дионисий Ариопагит по-късно е продължена от Джон Скот Ериугена по поръчка на Карл Плешиви.
Влиянието на платонизма в мисленето на Максим най-ясно се откроява в неговата богословска антропология. Той възприема платоническия модел на exitus-reditus (изход и завръщане), като учи, че човечеството е сътворено по Божи образ и че целта на спасението е възстановяването на единството с Бога. Този акцент върху обòжението (theosis) утвърждава значението на Максим в източното богословие, тъй като тези концепции винаги заемат важно място в източното християнство.
В христологията Максим твърдо защитава диофизитството, което за него е пряко свързано с обòжението. Според неговото разбиране за спасението, човечеството трябва напълно да се обедини с Бога. Това е възможно, защото първо Бог напълно се съединява с човечеството чрез въплъщението. Ако Христос не беше напълно човешки (например, ако имаше само божествена, но не и човешка воля), тогава спасението би станало невъзможно, тъй като човечеството не би могло напълно да се обòжи. В своите трудове Максим също защитава безусловността на Божественото въплъщение.
По отношение на спасението, Максим, подобно на Ориген и св. Григорий Нисийски, често е описван като привърженик на apocatastasis – учението за всеобщото възстановяване, според което всички разумни души в крайна сметка ще бъдат изкупени. Тази интерпретация остава спорна, но някои изследователи твърдят, че Максим споделя това убеждение с най-зрелите си ученици.

## Творчество
- Ambigua ad Iohannem („Трудни пасажи, адресирани до Йоан“)
- Ambigua ad Thomam („Трудни пасажи, адресирани до Тома“)
- Capita XV („Петнадесет глави“)
- Capita de caritate („Глави за милосърдието“)
- Capita theologica et oeconomica („Глави по богословие и икономика“)
- Computus ecclesiasticus („Църковно изчисление“)
- Disputatio cum Pyrrho („Спор с Пир“)
- Epistulae I–XLV („Послания 1–45“)
- Expositio orationis dominicae („Тълкуване на Господнята молитва“)
- Expositio in Psalmum LIX („Тълкуване на Псалом 59“)
- Liber Asceticus („За аскетичния живот“)
- Mystagogia („Мистагогия“)
- Maximi Epistola ad Anastasium monachum discipulum („Писмо на Максим до монаха и ученик Анастасий“)
- Opuscula theologica et polemica („Малки богословски и полемични трудове“)
- Quaestiones et dubia („Въпроси и съмнения“)
- Quaestiones ad Thalassium („Въпроси, адресирани до Таласий“)
- Questiones ad Theopemptum („Въпроси, адресирани до Теопемпт“)
- Testimonia et syllogismi („Свидетелства и силогизми“)

### Приписвани творби
Scholia – коментар върху по-ранните писания на Псевдо-Дионисий. Първото латинско издание на Балтазар Кордерий (Антверпен, 1634) приписва всички Scholia на Максим Изповедник, но авторството е под въпрос. Ханс Урс фон Балтазар (1940, 1961) приписва част от Scholia на Йоан Скифополски
Животът на Дева Мария – най-ранната пълна биография на Мария, майката на Исус. Това е приписвано произведение, но днес се смята, че не е дело на Максим Изповедник. Янковяк и Бут твърдят, че „нито една от характерните теми на Максим не се появява в Живота, а от своя страна нито една от централните теми на Живота не присъства в мимолетните размишления за Мария в автентичните му произведения“. Те също така отбелязват, че няма гръцки ръкопис, който да свидетелства за текста, няма доказателства, че ключови мислители, повлияни от Максим, са били наясно с Живота и че няма запис на съществуването му преди втората половина на X век.